# Петржиков, Павел
Павел Петржиков (чеш. Pavel Petříkov; род. 1 июля 1959[…], Слани[…]) — чехословацкий дзюдоист, чемпион и призёр чемпионатов Чехословакии, призёр чемпионатов Европы и мира, участник трёх Олимпиад.

## Карьера
Выступал в суперлёгкой (до 60 кг) и полулёгкой (до 65 кг) весовых категориях. Чемпион (1984, 1986, 1987, 1990 и 1992 годы), серебряный (1980, 1983, 1989) и бронзовый (1982, 1988) призёр чемпионатов Чехословакии. Победитель и призёр международных турниров. В 1981 году выиграл бронзу чемпионата Европы в Дебрецене и серебро чемпионата мира в Маастрихте. В 1989 году стал бронзовым призёром чемпионата Европы в Хельсинки.
На летних Олимпийских играх 1980 года в Москве победил гвинейца Ибрагима Камару, швейцарца Марселя Бёркхарда, но проиграл французу Тьерри Ре. В утешительной серии Петржиков взял верх над финном Рейно Фагерлундом, но уступил советскому дзюдоисту Арамбию Емижу и стал 5-м в общем зачёте.
На Олимпиаде 1988 года в Сеуле Петржиков занял 12-е место. На Олимпиаде 1992 года в Барселоне Петржиков стал 9-м.